# Hoxhaísmo

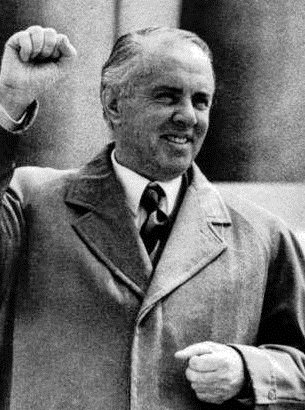
Enver Hoxha

El hoxhaísmo (pronunciado /joyaísmo/) es una variante del marxismo-leninismo antirrevisionista tomando como principal inspiración las gestiones socioeconómicas de Iósif Stalin, se desarrolló propiamente a finales de la década de 1970 debido a un cisma en el movimiento maoísta, dicho término se empezó a utilizar a partir del año 1985 y sirve para indicar a los leninistas que rechazan las ideas desarrolladas tanto por Mao Zedong como las de Deng Xiaoping, León Trotski, Kaysone Phomvihane, Gamal Abdel Nasser, Josip Broz Tito, Fidel Castro, Ho Chi Minh, Pol Pot, Kim Il-sung y otras ideas derivadas del pensamiento de los susodichos considerándolas además ideologías pertenecientes al revisionismo.
Este terminó apareció tras la ruptura sino-albanesa, una disputa ideológica entre el Partido Comunista de China y el Partido del Trabajo de Albania en 1978. La ideología toma su nombre de Enver Hoxha, líder comunista albanés quien gobernó su país durante 41 años consecutivos.

## Descripción

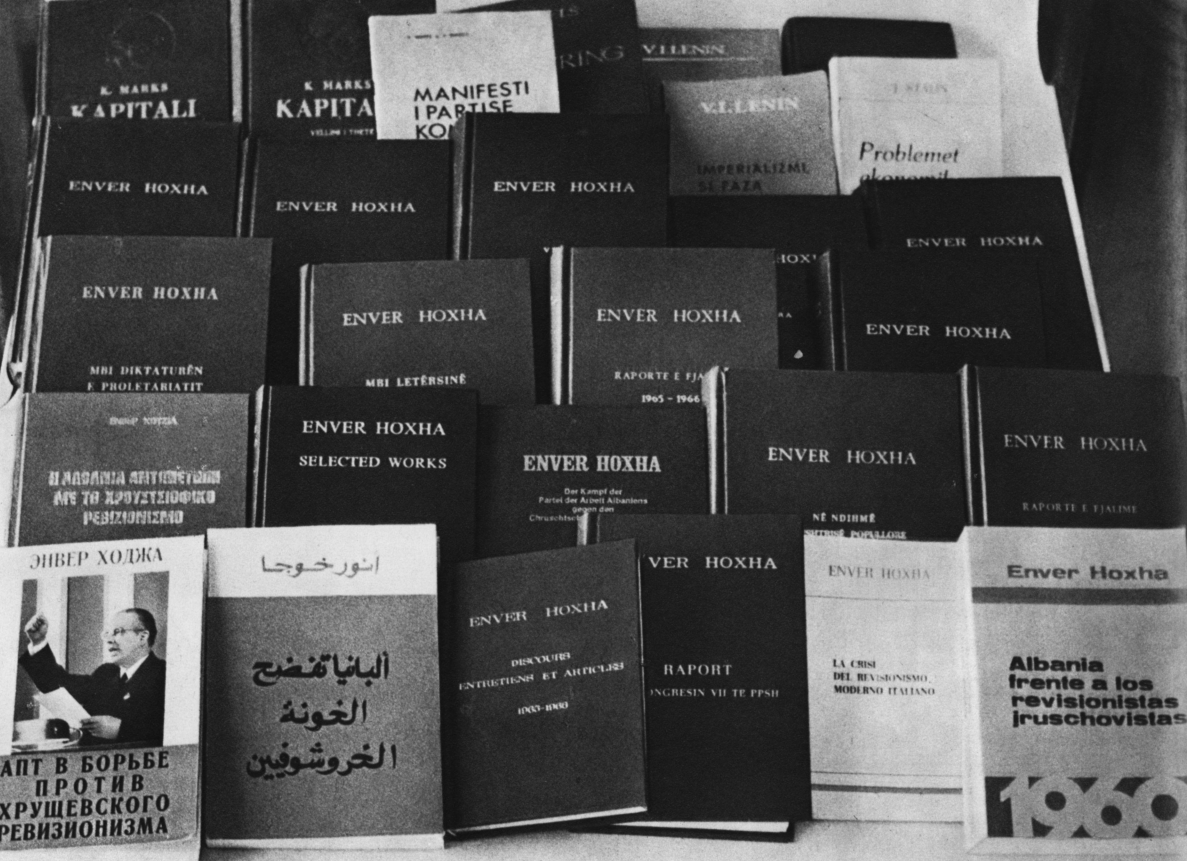
Algunas obras traducidas de Enver Hoxha

El hoxhaísmo hace una estricta defensa del legado de Iósif Stalin, la organización de la Unión Soviética bajo el estalinismo, y una fiera crítica de virtualmente todas las otras corrientes comunistas como «revisionistas» —definiendo incluso a corrientes como el eurocomunismo como «movimientos anticomunistas»–. Internamente la Albania hoxhaísta se caracterizó por ser un régimen unipartidista gobernado por el Partido del Trabajo de Albania, prohibiendo la formación de otras fuerzas políticas. Otra característica del régimen hoxhaísta fue su ateísmo de Estado, el cual se oficializó en 1967 al convertirse en el primer Estado ateo de la historia. De esta manera, cualquier actividad religiosa era considerada un delito en Albania.
Enver Hoxha criticó a los EE. UU., la URSS, China y Yugoslavia, calificando a los tres últimos como «socialimperialistas». Condenó la invasión soviética de Checoslovaquia en 1968 y luego retiró a Albania del Pacto de Varsovia como respuesta. El hoxhaísmo defiende el derecho de las naciones a alcanzar el socialismo por diferentes vías, dictadas por las condiciones de cada país, aunque personalmente Hoxha mantenía que el titoísmo era «antimarxista» en su totalidad.

Mao y Hoxha saludándose mutuamente en septiembre de 1956

No obstante, inicialmente la Yugoslavia de Josip Broz Tito era aliada de la Albania de Hoxha, tanto así que el apoyo del Ejército Popular de Liberación de Yugoslavia fue esencial en la liberación de Albania de la ocupación fascista. Sin embargo, tras la ruptura entre Stalin y Tito en 1948, Hoxha decidió favorecer a Stalin, ya que según el propio Hoxha «la victoria soviética en la Gran Guerra Patria y la ayuda de posguerra a Albania fueron los factores decisivos de nuestro triunfo».
Posterior a la muerte de Stalin, la ruptura entre Albania y la Unión Soviética fue gradual, manteniendo durante la década de 1950 una tensa relación hasta que en el año 1960, en medio de un encuentro en Moscú entre Nikita Jruschov y Enver Hoxha, ambos se acusaron mutuamente de traicionar al marxismo-leninismo. En consecuencia, en 1961 la Unión Soviética retiró todo su apoyo a Albania al igual que el resto de países del Bloque del Este.
Mientras tanto, desde finales de los años 1950, Albania estaba consolidando una alianza con la China de Mao Zedong que, sin embargo, empezó a deteriorarse primero con la visita del expresidente estadounidense Richard Nixon a China, hasta su posterior disolución en 1975 cuando se iniciaron transformaciones internas en dicho país.

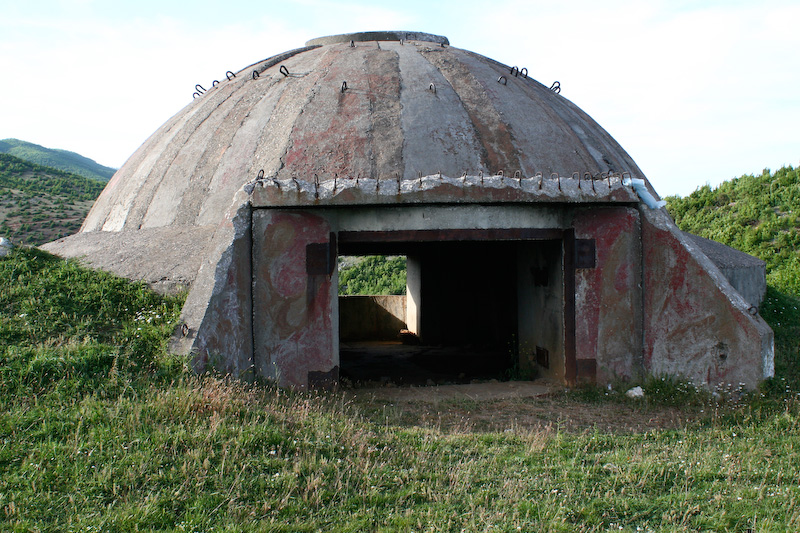
Durante la Albania hoxhaísta se construyeron gran cantidad de búnkeres a lo largo del país por temor a una posible invasión.

En este contexto de aislamiento, Hoxha inició un plan de defensa nacional en el cual se construyeron miles de búnkeres ante el temor de una invasión. Asimismo, esto incentivó a que Albania tuviese que desarrollar una especie de autarquía económica.
Por otro lado, Hoxha describió lo que para él era la «auténtica sociedad socialista» de la siguiente manera:

En la auténtica sociedad socialista, en la que la propiedad común es administrada por el Estado de dictadura del proletariado con la amplia participación organizada y efectiva de la clase obrera y del resto de las masas trabajadoras, según el principio del centralismo democrático, y en la que no se permiten grandes diferencias en la distribución del producto social que conduzcan a la creación de capas privilegiadas, el obrero no es un asalariado, no está explotado.
Enver Hoxha

Sin embargo, sobre la construcción del socialismo en Albania, la esposa de Enver Hoxha, Nexhmije Hoxha, expresó posteriormente a la caída del régimen lo siguiente: «No puedo decir si el socialismo o el comunismo fracasaron porque no tuvimos tiempo de establecer el socialismo», asegurando que «todavía estábamos en la primera fase».
Al momento de la muerte de Enver Hoxha en 1985, las autoridades albanesas aseguraban que solamente Vietnam, Corea del Norte y Cuba seguían siendo los únicos verdaderos Estados socialistas vigentes.

## Influencia fuera de Albania

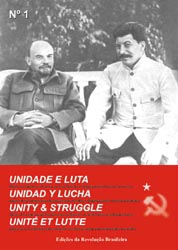
La portada del primer número de Unidad y Lucha, órgano teórico de la Conferencia Internacional de Partidos y Organizaciones Marxista-Leninistas

Los albaneses tuvieron éxito a la hora de atraer a su visión a una gran parte de antiguos maoístas, principalmente en América Latina, tales como el Ejército Popular de Liberación de Colombia, el Partido Comunista Marxista Leninista del Ecuador (PCMLE), el Partido Comunista Revolucionario de Brasil, así como el partido Bandera Roja de Venezuela y el Partido Comunista Chileno (Acción Proletaria).
En los años 1970 influyó en el Frente Revolucionario Antifascista y Patriota, organización armada española de carácter antifranquista. Algunos de sus miembros de hecho encontraron en la Albania hoxhaísta refugio y una voz radiofónica en contra la dictadura de Francisco Francopero después de la caída de la República Popular de Albania en 1991, los partidos hoxhaístas se agruparon alrededor de una Conferencia Internacional de Partidos y Organizaciones Marxista-Leninistas fundada en 1994 y de su publicación Unidad y Lucha.